# خرمن (فیلم ۲۰۱۰)
«خرمن» (اسپانیایی: La Cosecha‎) فیلمی در ژانر مستند است که در سال ۲۰۱۰ منتشر شد.